# دنیل آسوس
دنیل آسوس (اسپانیایی: Daniel Aceves‎؛ زادهٔ ۱۸ نوامبر ۱۹۶۴) کشتی‌گیر اهل مکزیک بود.